# Los Angeles Rams 1958
La stagione 1958 dei Los Angeles Rams è stata la 21ª della franchigia nella National Football League e la 13ª a Los Angeles Con un record di 8-4 la squadra si classificò al secondo posto nella Western Conference, mancando i playoff per il terzo anno consecutivo.

## Calendario
| Stagione regolare |                        |           |
| Turno             | Avversario             | Risultato |
| 1                 | Cleveland Browns       | S 30–27   |
| 2                 | at San Francisco 49ers | V 33–3    |
| 3                 | at Detroit Lions       | V 42–28   |
| 4                 | at Chicago Bears       | S 31–10   |
| 5                 | Detroit Lions          | S 41–24   |
| 6                 | Chicago Bears          | V 41–35   |
| 7                 | San Francisco 49ers    | V 56–7    |
| 8                 | at Green Bay Packers   | V 20–7    |
| 9                 | at Baltimore Colts     | S 34–7    |
| 10                | at Chicago Cardinals   | V 20–14   |
| 11                | Baltimore Colts        | V 30–28   |
| 12                | Green Bay Packers      | V 34–20   |

## Classifiche
| NFL Western Conference |   |    |   |      |       |     |     |     |
|                        | V | S  | P | %    | CONF  | PF  | PA  | STR |
| Baltimore Colts        | 9 | 3  | 0 | .750 | 8–2   | 381 | 203 | S2  |
| Los Angeles Rams       | 8 | 4  | 0 | .667 | 7–3   | 344 | 278 | V3  |
| Chicago Bears          | 8 | 4  | 0 | .667 | 7–3   | 298 | 230 | V2  |
| San Francisco 49ers    | 6 | 6  | 0 | .500 | 4–6   | 257 | 324 | V2  |
| Detroit Lions          | 4 | 7  | 1 | .364 | 3–6–1 | 261 | 276 | S2  |
| Green Bay Packers      | 1 | 10 | 1 | .091 | 0–9–1 | 193 | 382 | S7  |

Nota: I pareggi non venivano conteggiati ai fini della classifica fino al 1972.